# Катастрофа Fokker F28 под Соронгом
Катастрофа Fokker F28 под Соронгом — авиационная катастрофа, произошедшая 1 июля 1993 года. Fokker F28 Fellowship авиакомпании Merpati Nusantara Airlines выполнял регулярный внутренний пассажирский рейс 724 по маршруту Паттимура (город Амбон)—Джефман (город Соронг), но при подлёте к аэропорту назначения врезался в холм и упал в море. На борту находилось 43 человека (39 пассажиров и 4 члена экипажа). Погиб 41 человек, 2 выжили, но получили ранения.
Катастрофа стала самой смертоносной в истории авиакомпании Merpati Nusantara Airlines и одной из самых смертоносных в истории Индонезии. Следователи пришли к выводу, что пилот самолёта непреднамеренно вылетел на высокогорную местность, что привело к столкновению с холмом.

## Самолёт
Разбившимся самолётом был Fokker F28-3000 с регистрационным номером PK-GFU и с серийным 11131. Совершил свой первый полёт 5 апреля 1978 года. В том же году доставлен авиакомпании Garuda Indonesia, в 1989 году был продан Merpati Nusantara Airlines.

## Катастрофа
Fokker F28 Fellowship приближался к аэропорту Джефман на относительно небольшой высоте. Выжившие вспоминали, что расстояние между землей и самолётом составляло менее одного метра. Самолёт внезапно набрал высоту, затем левая стойка шасси ударилась о вершину небольшого холма. Выжившие заявили, что когда это произошло, раздался громкий хлопок.
Некоторых пассажиров выбросило со своих мест. Части крыла отделились, самолёт начал вращаться. Затем он пролетел над аэропортом и рухнул в море, разбившись на три части. Большинство жертв были найдены все ещё пристегнутыми к сиденьям, а несколько тел плавали в воде. Поисково-спасательные подразделения были развернуты сразу после крушения. Местные рыбаки первыми прибыли на место крушения. Там они увидели двух выживших: мужчину и маленького мальчика. Мужчина передал рыбакам мальчика и внезапно потерял сознание, а затем скончался. В катастрофе выжили лишь два человека, их было больше, но некоторые скончались из-за полученных травм.
Новости о катастрофе начали появляться в 15:00—16:00. Родственники находившихся на борту были проинформированы о крушении и доставлены на место крушения. Они прибыли на следующий день. Процесс эвакуации был относительно быстрым, так как место крушения было легко доступно.

## Расследование
Сообщалось, что в момент катастрофы были плохие погодные условия. Очевидцы заявили, что был сильный дождь и ветер. Представитель авиакомпании также заявил, что погода в Соронге и его окрестностях была «ненастной», в том числе в районе аэропорта назначения. Наблюдались густые чёрные облака. Согласно сообщениям, авиадиспетчеры предупредили экипаж рейса 724 о необходимости прервать заход на посадку и перенаправить самолёт в аэропорт Биак. Однако пилот настоял на посадке в аэропорту Джефман.
Когда пилот начал снижение, самолёт повернул в сторону моря, а не взлётно-посадочной полосы. Пилот, казалось, был дезориентирован из-за неблагоприятных погодных условий. Через несколько секунд экипаж осознал ошибку и начал набор высоты, но не успел это сделать. Передней части самолёта удалось избежать столкновения с холмом, однако задняя часть самолёта всё же врезалась в него. Затем самолёт развалился на три части и рухнул в море.